# Pat Scola
Patrick „Pat“ Scola ist ein US-amerikanischer Kameramann.

## Werdegang
Scola begann seine Karriere in der Filmbranche Mitte der 2000er Jahre. Zunächst arbeitete er als Elektriker und Camera Operator, bevor er ab dem Jahr 2007 als Kameramann an zahlreichen Kurzfilmen, Musikvideos und Werbespots arbeitete. 2012 übernahm er die Kamera in Cameron Beyls Spielfilm Here Build Your Homes. 2016 filmte Scola die Romanze My First Lady. Für seine Arbeit an Michael Sarnoskis Film Pig wurde er vom Branchenmagazin Variety als einer von 10 Cinematographers to Watch des Jahres 2021 ausgewählt.

## Filmografie (Auswahl)
- 2012: Here Build Your Homes
- 2015: A Beautiful Now
- 2016: My First Lady (Southside with You)
- 2017: Maya Dardel
- 2017: And Then I Go
- 2017: Juggernaut
- 2018: Monsters and Men
- 2021: Pig
- 2021: Mother/Android
- 2023: Sing Sing
- 2024: A Quiet Place: Tag Eins (A Quiet Place: Day One)
- 2025: Lurker

## Auszeichnungen
American Society of Cinematographers Award
- 2022: Auszeichnung mit dem Spotlight Award (Pig)[2]